# 571 (číslo)
Pět set sedmdesát jedna je přirozené číslo. Následuje po čísle pět set sedmdesát a předchází číslu pět set sedmdesát dva. Římskými číslicemi se zapisuje DLXXI a řeckými číslicemi φοα.

## Matematika
571 je:
- Deficientní číslo
- Prvočíslo
- Nešťastné číslo

## Astronomie
- (571) Dulcinea je planetka hlavního pásu, kterou objevil v roce 1905 Paul Götz

## Roky
- 571
- 571 př. n. l.